# Klaha
Klaha（クラハ、5月3日 - ）は日本の元歌手・ミュージシャン。2001年をもって活動停止したヴィジュアル系バンドMALICE MIZERの3代目ボーカル。

## 経歴
- 1992年 - 1995年、PRIDE OF MINDで活動。
- 2000年、MALICE MIZERにサポートボーカルで参加、後に9月1日の日本武道館公演をもって正式加入。
- 2001年12月31日、MALICE MIZERが無期限の活動休止。それに伴いソロ活動を開始。
- 2004年の2ndアルバム発表以降は目立った活動がなく、公式アナウンスもないまま消息不明となっている。

## 人物
- MALICE MIZERのメンバーとは第1期の頃から交流があった。その後、2代目ボーカルGacktの脱退に伴い、ベース担当であるYu〜kiの推薦で加入。
- イメージカラーは■ブラック。紳士的な口調や佇まいをしていた。
- 甘党でありプリンやヨーグルト等が好物。また、「アトラ」「チョピン」という名前の猫を飼っている。

## 作品
- MALICE MIZER時代のものはMALICE MIZER#作品を参照。

### シングル
- Märchen（2003年3月26日）
  1. 密 (ひそか) (instrumental)
  2. Märchen
  3. stay in the rain
  4. 出逢った日のまま
  5. Märchen (instrumental)
  6. 出逢った日のまま (instrumental)

### アルバム
- Nostal Lab（2002年12月4日）
  1. 心象プリズム (instrumental)
  2. scape～with transparent wings～
  3. 太陽の檻
  4. Red Room～硝子の花～
  5. penguin
  6. 感情プリズム(instrumental)
  7. 奇蹟の声
  8. ショコレイト
  9. カメレオンの接吻
  10. サヨナラ
  11. Green～伝えたい想い～
  12. 解放プリズム (instrumental)

- 切望（2004年2月14日）
  1. 陽射し
  2. 蒼天白月
  3. 激昂-instrumental-
  4. 希望の天地
  5. 僻野ノ涯
  6. 逆光～この坂の向こうに～

### 映像作品
- Märchen（2003年7月16日）